# Niv Libner
Niv Libner est un coureur cycliste israélien né le 1er novembre 1987 à Tel Aviv.

## Biographie
Niv Libner court en amateur en Espagne à partir de 2009, d'abord dans l'équipe Translmiera-Fuji, réserve de l'équipe ProTour Fuji-Servetto, puis en 2010 dans l'équipe Chint-Autronic. Il remporte cette année-là le titre de champion d'Israël sur route et gagne avec Ran Margaliot le Tour d'Israël en équipe. 
Il est recruté pour la saison 2011 par l'équipe Amore & Vita. En 2011 et 2014, il remporte deux nouveaux titres nationaux, puis arrête sa carrière de coureur.

## Palmarès
- 2005
  -  Champion d'Israël sur route juniors
  - 2e du championnat d'Israël du contre-la-montre juniors
- 2008
  - Tour d'Arad :
    - Classement général
    - 1re (contre-la-montre par équipes) et 2e étapes
- 2009
  - Apple Race
  - 3e du championnat d'Israël sur route
  -  Médaillé de bronze de la course en ligne aux Maccabiades
- 2010
  -  Champion d'Israël sur route
  - Tour d’Israël :
    - Classement général (avec Ran Margaliot)
    - 1re, 2e, 3e et 4e étapes  (avec Ran Margaliot)

  - 3e du Tour d'Arad
- 2011
  -  Champion d'Israël sur route
  - 3e du championnat d'Israël du contre-la-montre
- 2013
  - 2e de la Hets Hatsafon
- 2014
  -  Champion d'Israël sur route
  - 3e de la Hets Hatsafon

## Classements mondiaux
| Année           | 2009 | 2010 | 2011 | 2012 | 2013 | 2014 |
| --------------- | ---- | ---- | ---- | ---- | ---- | ---- |
| UCI Europe Tour | 684e |      | 372e |      | 764e | 330e |